# Thomas Morgenstern
Thomas Morgenstern (Spittal an der Drau, 1986. október 30. –) olimpiai- és világbajnok osztrák síugró.

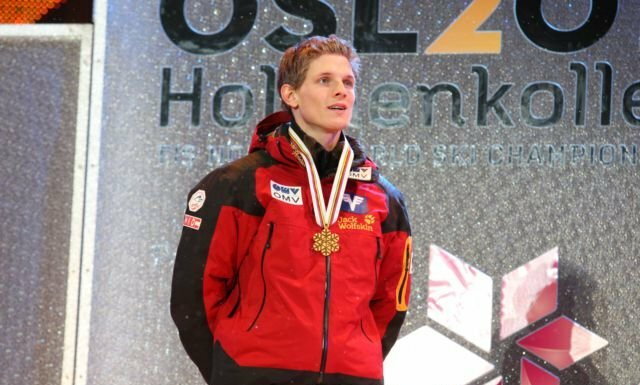
2011-ben Oslóban

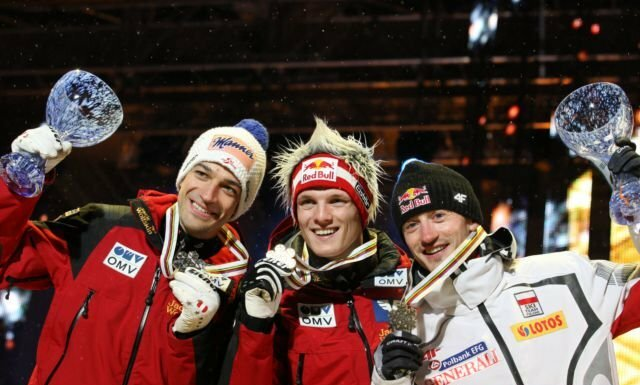
Andreas Kofler, Thomas Morgenstern, Adam Małysz Oslóban a pódium ceremónia után

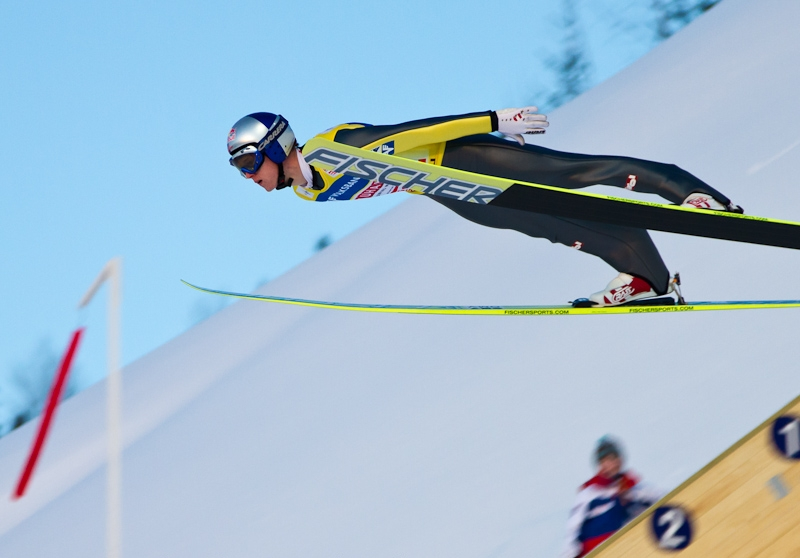
Vikersundban 2011-ben

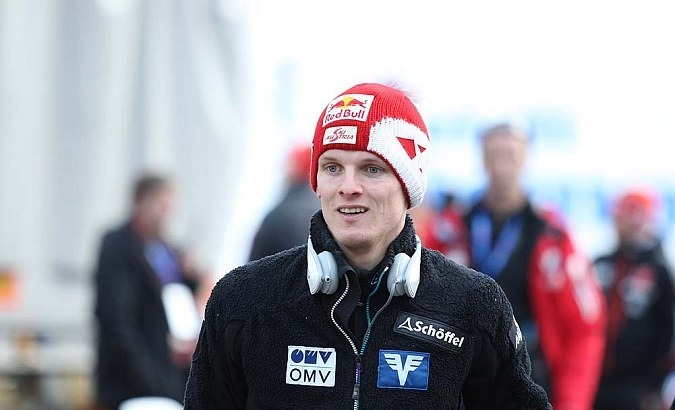
2013-ban a csapatversenyben

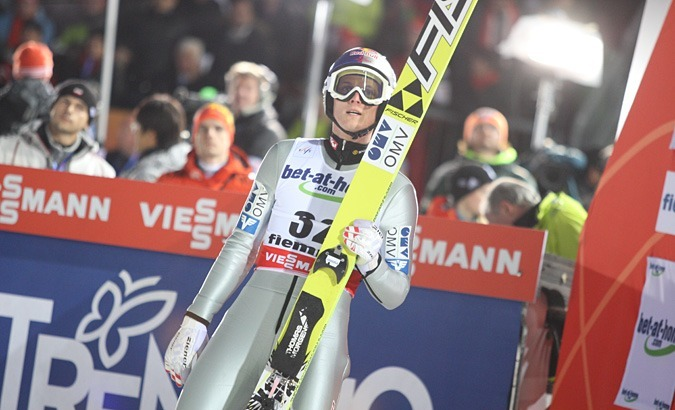
A 2013-as északisí-világbajnokságon

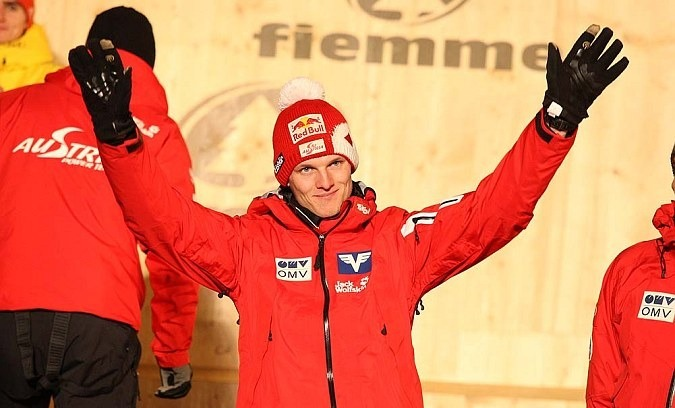
A csapatverseny győzteseként a 2013-as vb-n

## Pályafutása
Morgenstern a 2002/03-as szezonban kezdte meg a karrierjét a síugró világkupában, miután 2002 decemberében háromszor győzött és egyszer második lett a Continental Cup sorozatban. A világkupa debütálását a négysáncversenyen ejtette meg ahol Oberstdorfban kilencedik, Garmisch-Partenkirchenben 25., Innsbruckban 12. és végül Bischofshofenben a hatodik lett, így összesítésben a 10. helyen zárta a tornát. Öt nappal a négysáncverseny után rögtön meg is szerezte karrierje első világkupa győzelmét, a csehországi Liberecben megrendezett vk fordulón. 2003 februárjában a Sollefteåban megrendezett junior vb-n egyéniben és csapatban is aranyérmet szerzett.
A sikeres évet követően Morgenstern újra részt vett a vk versenyein, de az első fordulóban Kuusamoban bukott, és csak a négysáncversenyre sikerült felépülnie. A tornán Oberstdorfban Sigurd Pettersen mögött a második lett, valamint a további három állomáson is a legjobb 10 között zárt, aminek köszönhetően összesítésben a negyedik lett. 2004 februárjában az egyéniben ezüstérmes, csapatban újra világbajnok lett a Styrnben megrendezett junior vb-n. Emellett a világkupa összetettjében a hatodik helyen végzett.
A 2004-05-ös szezonban a négysánc összetettjében harmadik lett, valamint a vk összetettben a hetedik lett. A 2005-ös oberstdorfi északisí-világbajnokságon megszerezte első felnőtt világbajnoki címét az osztrák csapattal.
Morgenstern a 2006-os téli olimpián Torinóban nagysáncon olimpiai bajnok lett, ahol összességében 0,1 ponttal múlta felül honfitársát Andreas Koflert. Koflerrel, Martin Koch-kal, valamint Andreas Widhölzllel a csapatversenyben is győztek, így Morgenstern kétszeres olimpiai bajnoknak mondhatta magát az olimpia után.
A 2007-es északisí-világbajnokságon Szapporóban az osztrák csapat tagjaként újabb világbajnoki címet szerzett, valamint a normálsáncon egyéniben bronzérmes lett. A nyári Grand Prix-n négyszer győzött, valamint összetettben az első helyen zárt. 
A 2007-08-as szezon rendkívül sikeres volt Morgenstern számára. Az első hat versenyt megnyerte, így Janne Ahonen, Matti Hautamäki és Gregor Schlierenzauer mellett ő lett a negyedik síugró, akinek sorozatban összejött a hat világkupa győzelem. Győzelmeinek köszönhetően a szezon végén első helyen zárt a világkupa összetettjében. 2008-ban megválasztották az év sportolójává Ausztriában.
A következő vk szezont nem kezdte túl szerencsésen, csak a 2009-es vb előtti két fordulóban jutott el a dobogóig, ahol mindkétszer második lett Schlierenzauer mögött. A vb-n normálsáncon a 8. lett, de csapatversenyben újra világbajnok lett társaival.
A 2009-10-es szezonban két év után újra futamot tudott nyerni a világkupában, valamint 2010 januárjában megnyerte a négysáncverseny bischofshofeni versenyét. A 2010-es téli olimpián Vancouverben a nyolcadik lett normálsáncon, valamint nagysáncon az ötödik helyen zárt. Csapatban (Adreas Koflerrel, Wolfgang Loitzllel, és Gregor Schlierenzauerrel) újra győzni tudott, így megszerezte harmadik olimpiai bajnoki címét.
Morgensternnek a következő szezonban újra a jó formáját sikerült hoznia, majd miután megnyerte a négysáncverseny oberstdorfi és innsbrucki állomásait, a torna összetettjében is az első helyen zárt. Pár nappal a négysánc után Harrachovban a sírepülő sáncon is nyerni tudott, amely első sírepülő sikere volt a vk-ban. 2011 februárjában Vikersundban ötödik lett, így három fordulóval a szezon vége előtt másodszor is sikerült megnyernie a világkupa összetettjét. A 2011-es oslói északisí-vb-n csapatban normálsáncon és nagysáncon aranyat nyert, egyéniben nagysáncon a második lett, valamint normálsáncon első egyéni vb címét is sikerült megnyernie. Egy év alatt így sikerült megnyernie az olimpiát, világbajnokságot, a négysáncversenyt, valamint a vk összetettjében is az első helyen zárt.
A 2013-14-es szezonban Titisee-Neustadtban megszerezte karrierje 23. és egyben utolsó vk sikerét is egyéniben, de másnap a következő versenyen óriásit bukott. A négysáncversenyre sikerült felépülnie, melynek összetettjében végül második lett. 2014. január 10-én a kulmi sírepülőverseny edzésén újra bukott, de egy hónappal később már részt tudott venni a Szocsiban megrendezett 2014-es téli olimpián, ahol csapatával ezüstérmes lett a németek mögött. Normálsáncon a 14. lett, nagysáncon pedig az első forduló után kiesett. Az olimpia után Morgenstern úgy döntött, hogy a szezon végén visszavonul az aktív versenyzéstől, amit 2014. szeptember 26-án be is jelentett.

## Eredményei

### Olimpia
| Olimpia        | Normálsánc | Nagysánc | Csapat |
| -------------- | ---------- | -------- | ------ |
| 2006 Torino    | 9.         | Arany    | Arany  |
| 2010 Vancouver | 8.         | 5.       | Arany  |
| 2014 Szocsi    | 14.        | 40.      | Ezüst  |

### Világbajnokságok
| Világbajnokság     | Normálsánc | Nagysánc | Csapat (normálsánc) | Csapat (nagysánc) | Vegyescsapat |
| ------------------ | ---------- | -------- | ------------------- | ----------------- | ------------ |
| 2003 Val di Fiemme | 16.        |          |                     |                   |              |
| 2005 Oberstdorf    | 18.        | 15.      | Arany               | Arany             |              |
| 2007 Szapporo      | Bronz      | 5.       |                     | Arany             |              |
| 2009 Liberec       | 8.         | 10.      |                     | Arany             |              |
| 2011 Oslo          | Arany      | Ezüst    | Arany               | Arany             |              |
| 2013 Val di Fiemme | 5.         | 16.      |                     | Arany             | Ezüst        |

### Sírepülő világbajnokság
| Világbajnokság       | Egyéni | Csapat |
| -------------------- | ------ | ------ |
| 2004 Planica         | 13.    | Bronz  |
| 2006 Bad Mitterndorf | Bronz  | 4.     |
| 2008 Oberstdorf      | 7.     | Arany  |
| 2010 Planica         | 7.     | Arany  |
| 2012 Vikersund       | 8.     | Arany  |

### Világkupa győzelmek
| No. | Szezon  | Dátum              | Helyszín         | Sánc                                    | Sáncméret |
| --- | ------- | ------------------ | ---------------- | --------------------------------------- | --------- |
| 1   | 2002/03 | 2003. január 11.   | Liberec          | Ještěd A K120 (esti)                    | LH        |
| 2   | 2005/06 | 2006. március 10.  | Lillehammer      | Lysgårdsbakken HS134 (esti)             | LH        |
| 3   | 2007/08 | 2007. december 1.  | Kuusamo          | Rukatunturi HS142 (esti)                | LH        |
| 4   | 2007/08 | 2007. december 8.  | Trondheim        | Granåsen HS131 (esti)                   | LH        |
| 5   | 2007/08 | 2007. december 9.  | Trondheim        | Granåsen HS131                          | LH        |
| 6   | 2007/08 | 2007. december 13. | Villach          | Villacher Alpenarena HS98               | NH        |
| 7   | 2007/08 | 2007. december 14. | Villach          | Villacher Alpenarena HS98 (esti)        | NH        |
| 8   | 2007/08 | 2007. december 22. | Engelberg        | Gross-Titlis-Schanze HS137              | LH        |
| 9   | 2007/08 | 2007. december 30. | Oberstdorf       | Schattenbergschanze HS137 (esti)        | LH        |
| 10  | 2007/08 | 2008. február 2.   | Szapporo         | Ōkurayama HS134 (esti)                  | LH        |
| 11  | 2007/08 | 2008. február 3.   | Szapporo         | Ōkurayama HS134                         | LH        |
| 12  | 2007/08 | 2008. február 8.   | Liberec          | Ještěd A HS134 (esti)                   | LH        |
| 13  | 2009/10 | 2010. január 6.    | Bischofshofen    | Paul-Ausserleitner-Schanze HS140 (esti) | LH        |
| 14  | 2009/10 | 2010. január 16.   | Szapporo         | Ōkurayama HS134 (esti)                  | LH        |
| 15  | 2010/11 | 2010. december 4.  | Lillehammer      | Lysgårdsbakken HS138 (esti)             | LH        |
| 16  | 2010/11 | 2010. december 5.  | Lillehammer      | Lysgårdsbakken HS138                    | LH        |
| 17  | 2010/11 | 2010. december 17. | Engelberg        | Gross-Titlis-Schanze HS137              | LH        |
| 18  | 2010/11 | 2010. december 18. | Engelberg        | Gross-Titlis-Schanze HS137              | LH        |
| 19  | 2010/11 | 2010. december 30. | Oberstdorf       | Schattenbergschanze HS137 (esti)        | LH        |
| 20  | 2010/11 | 2011. január 4.    | Innsbruck        | Bergiselschanze HS130                   | LH        |
| 21  | 2010/11 | 2011. január 9.    | Harrachov        | Čerťák HS205                            | FH        |
| 22  | 2011/12 | 2012. január 6.    | Bischofshofen    | Paul-Ausserleitner-Schanze HS140 (esti) | LH        |
| 23  | 2013/14 | 2013. december 14. | Titisee-Neustadt | Hochfirstschanze HS142                  | LH        |